# オギンスキ家

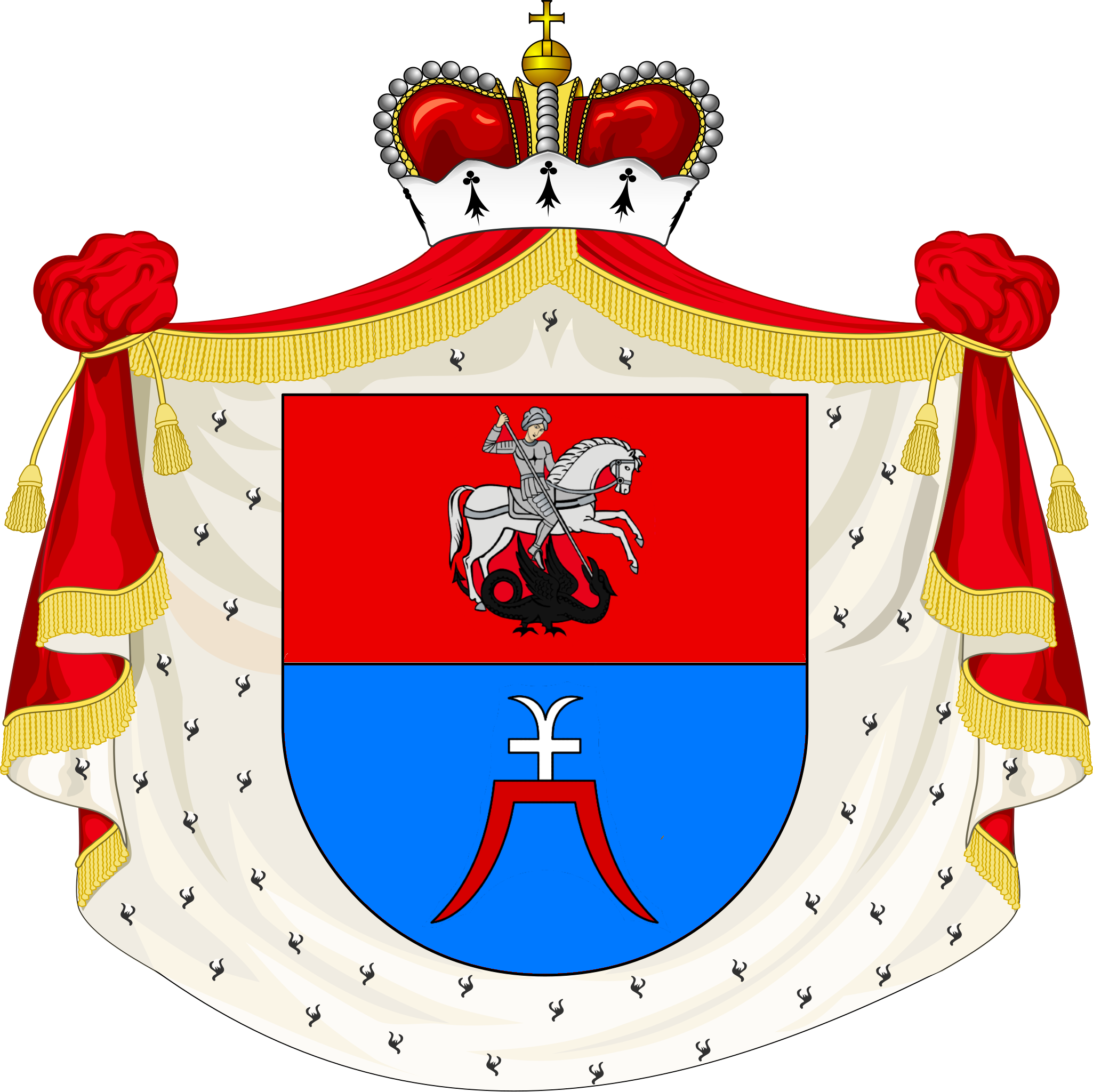
オギンスキ家の紋章

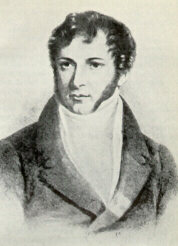
ミハウ・クレオファス・オギンスキ

オギンスキ家（ポーランド語：Ogiński；リトアニア語：Oginskiai）は、リトアニアおよびポーランド・リトアニア共和国の大貴族の家系。おそらくリューリク朝のチェルニゴフ公家の流れをくんでおり、14世紀にリトアニア大公国領に組み込まれたスモレンスク地方に住んでいた思われる。家名は都市ウォーギンタイ（現在のリトアニア、カイシャドリース地区）に由来する。リトアニアにおける一族の領地の大部分は、1486年大公アレクサンデルが与えたもので、かつてはディミトリ・フルショノク公の所領であった。リトアニア最有力の貴族家門の一つであった同家は、一族から多くの政府高官、および数人の著名な音楽家を輩出した。オギンスキ家はヴィテフスク県（現在のベラルーシ、ヴィーツェプスク一帯）を政治的地盤とし、17世紀前半にはサムエル・オギンスキが同地域に一族の宮殿を建てた。この宮殿は19世紀初めまでは、ヴィチェプスクにおける最大の建造物であった。
1711年9月18日、司教ボグスワフ・ゴシェフスキはマラジェーチナをオギンスキ家に売却した。同市は一族の本拠地となり、フレスコ画で飾られた古典主義様式の宮殿を築き、のちにルネサンス様式の教会が付け加えられた。1783年、一族は神聖ローマ帝国の帝国諸侯の称号を与えられ、ポーランドの公（książę）の家系の一つに加わった。
1882年、当主のミハウ・オギンスキは、18世紀に一族が獲得したザラヴァスおよびカヴァルスカスなどの村を含む所領の一部を、ロシア帝国による圧力を受けて売却した。また、一族は一時的にシェドルツェをも領有していた。オギンスキ家はルテニア語と古代教会スラヴ語による正教徒のための出版事業を支援していた。正教徒の出版者たちはオギンスキ一族を「正教会信仰の砦」と呼んでいた。しかし、マルツィアン・アレクサンデル・オギンスキの改宗を最後に、一族はローマ・カトリック教会（ないしギリシア・カトリック教会）に改宗した。

## 輩出した人物
- ヤン・サムエロヴィチ・オギンスキ（1619年 - 1684年）…リトアニア野戦ヘトマン
- マルツィアン・アレクサンデル・オギンスキ（1632年 - 1690年）…リトアニア大法官
- グジェゴシュ・アントニ・オギンスキ（1654年 - 1709年）…リトアニア大ヘトマン
- イグナツィ・オギンスキ（1698年 - 1775年）…リトアニア宮内長官
- タデウシュ・オギンスキ（1717年 - 1783年）…トラカイ県知事
- ミハウ・カジミェシュ・オギンスキ（1730年 - 1800年）…リトアニア大ヘトマン
- アンジェイ・イグナツィ・オギンスキ（1740年 - 1787年）…トラカイ県知事、外交官
- ミハウ・クレオファス・オギンスキ〈1765年 - 1833年）…作曲家、リトアニア財務長官
- アメリア・オギンスカ（1805年 - 1858年）…作曲家、詩人